# Cardington (Bedfordshire)
Cardington è un paese di 316 abitanti della contea del Bedfordshire, in Inghilterra.